# کارلانیورت
کارلانیورت (به لاتین: Karlanyurt) یک منطقهٔ مسکونی در روسیه است که در داغستان واقع شده‌است.